# 2-я Фоминовка
2-я Фоми́новка — деревня в Кормиловском районе Омской области России, в составе Михайловского сельского поселения.
Основана в 1905 году
Население — 374 чел. (2010)

## География
Село расположено в лесостепи в пределах Барабинской низменности, относящейся к Западно-Сибирской равнине. В районе села реки и озёра отсутствуют. Деревня окружена полями. Распространены лугово-чернозёмные солонцеватые и солончаковые почвы и солонцы. Высота центра населённого пункта — 113 метров над уровнем моря.
По автомобильным дорогам село расположено в 30 км от районного центра посёлка Кормиловка и 76 км от областного центра города Омска. Административный центр сельского поселения село Михайловка расположено в 4 км к югу от Фоминовки. Ближайшая железнодорожная станция расположена в посёлке Кормиловка.
Климат умеренный континентальный (согласно классификации климатов Кёппена-Гейгера — тип Dfb). Среднегодовая температура положительная и составляет + 1° С, средняя температура самого холодного месяца января − 18,1 °C, самого жаркого месяца июля + 19,6° С. Многолетняя норма осадков — 380 мм, наибольшее количество осадков выпадает в июле — 62 мм, наименьшее в марте — 13 мм
Часовой пояс
2-я Фоминовка, как и вся Омская область, находится в часовой зоне МСК+3. Смещение применяемого времени относительно UTC составляет +6:00.

## История
Основано в 1905 году немецкими переселенцами из Поволжья (по другим данным — в 1907 году переселенцами из Причерноморья). Жители Второй Фоминовки занимались земледелием и скотоводством. Первая школа открылась в 1914 году, в том же году была построена церковь.
В 1928 году была построена мельница и крупорушка. В 1930 году организован колхоз «Красный крестьянин». В 1935 году был построен клуб и изба-читальня. В 1951 году принято решение Кормиловского райисполкома об объединении колхозов «Заря», «Прогресс» и «Красный крестьянин» в укрупненный колхоз имени Карла Маркса. Центром колхоза стала деревня Вторая Фоминовка.
В 1956 году колхоз имени Карла Маркса был присоединен к совхозу «Победитель». 1 марта 1971 года фермы 11,6,7 совхоза «Победитель» (населённые пункты Вторая Фоминовка, Михайловка и Ефимовка) были выделены в самостоятельный совхоз «Михайловский».

## Население
Динамика численности населения
| 1912 | 1920 | 1926 | 1970 | 1989 |
| ---- | ---- | ---- | ---- | ---- |
| 399  | 337  | 305  | 474  | 511  |

| 2010 |
| ---- |
| 374  |